# Roberto Prini
Roberto Prini (Milano, 22 giugno 1946) è un ex calciatore italiano.

## Caratteristiche tecniche
Era un difensore centrale votato essenzialmente al contenimento della punta avversaria e che raramente superava la metà campo.

## Carriera

Prini (a destra) alla Sampdoria nel 1974, in marcatura sul vicentino Vitali.

Nel 1966 dalla Solbiatese passa al Bologna, dove tuttavia, stenta ad emergere in prima squadra: dopo due anni con una sola presenza complessiva in campionato, va in campo con una certa regolarità nelle due stagioni successive (13 presenze nel 1968-1969, 18 nel 1969-1970, anno in cui conquista anche la Coppa Italia), per poi tornare fra i rincalzi l'annata successiva (sole 7 presenze).
Nell'estate del 1973 passa alla Sampdoria dove conquista il posto da titolare: in 3 stagioni disputa infatti 86 partite, componendo una coppia centrale con Marcello Lippi.
Nel 1975-1976, nella sessione autunnale del calciomercato, a seguito dell'acquisto di Luciano Zecchini, viene ceduto alla SPAL in Serie B. A Ferrara retrocede in Serie C al termine della stagione 1976-1977 per poi centrare nella stagione successiva l'immediato ritorno fra i cadetti.
In carriera ha totalizzato complessivamente 146 presenze in Serie A e 68 in Serie B. Nella carriera professionistica non è mai riuscito ad andare in gol.

## Palmarès

### Club

#### Competizioni nazionali
- Coppa Italia: 1

Bologna: 1969-1970
- Campionato italiano Serie C: 1

SPAL: 1977-1978 (girone B)

#### Competizioni internazionali
- Coppa di Lega Italo-Inglese: 1

Bologna: 1970

## Fonti
- La raccolta completa degli album Panini 1974-1975. «La Gazzetta dello Sport», p. 69
- Almanacco Illustrato del Calcio. «Edizioni Panini», 1979